# People’s Archive of Rural India
Das People's Archive of Rural India (PARI) ist ein gemeinnütziges digitales Archiv, in dem Audio-, Video-, Bild- und journalistisches Material rund um das Leben und die Belange der indischen Landbevölkerung gesammelt und unter der Creative-Commons-Lizenz allgemeinzugänglich veröffentlicht wird. Die durch Privatspenden finanzierte Website wurde 2014 von Palagummi Sainath gegründet, einem bekannten Journalisten und ehemaligen The-Hindu-Redakteur im Ressort für ländliche Angelegenheiten.
Ziel ist es, die berufliche, linguistische und ethnische Vielfalt des indischen Subkontinents zu dokumentieren und Menschen zu Wort kommen zu lassen, die in der Berichterstattung der urbanen Medien wenig oder gar keine Beachtung finden.
PARI wird ähnlich der Wikipedia als Gemeinschaftsprojekt betrieben. Es wird von einer kleinen Redaktion koordiniert und mehrheitlich durch ein Netzwerk aus mehr als tausend indischen und ausländischen Ehrenamtlichen, die direkt vor Ort recherchieren, mit Inhalten befüllt. Die Inhalte der Datenbank werden ins Englische sowie bis zu zehn indische Sprachen übersetzt, darunter Assamesisch, Urdu, Telugu, Hindi, Malayalam, Kannada, Marathi, Bengalisch und Tamil, und anschließend von Freiwilligen geprüft.
Mit seinem Fokus auf die Dokumentation des ländlichen Lebens, seiner Wirtschaft und Krisen ist PARI in Indien ein einzigartiges Projekt. So berichtet die Plattform ausführlich über die indische Agrarkrise und dokumentiert ihre Folgen für das Landleben.

## Hintergrund
Da die indische Wirtschaftspolitik der letzten 10 bis 20 Jahre eine Agrakrise ungekannten Ausmaßes ausgelöst hat, die Millionen Inder auf der Suche nach Arbeit vom Land in die Städte treibt, sieht PARI-Gründer Sainath viele einzigartige ländliche Berufe, Lebensweisen und kulturellen Eigenheiten in den nächsten 20 bis 30 Jahren vom Aussterben bedroht. Obwohl zwei Drittel der indischen Bevölkerung auf dem Land leben und von diesen Problemen betroffen sind, berichten die indischen Medien jedoch größtenteils für das Publikum der reichsten fünf Prozent der Bevölkerung in den urbanen Zentren. PARI hat es sich deshalb zum Ziel gesetzt die große sprachliche, kulturelle und auch berufliche Diversität Indiens mit seinen mehr als 780 Sprachen – die größtenteils auf dem Land gesprochen werden – möglichst umfangreich zu dokumentieren. Um eine unabhängige Berichterstattung zu garantieren, nimmt PARI keine Gelder von Regierungsinstitutionen oder Unternehmen an. Zum Zwecke der Kosteneinsparung und um die Informationen in Zukunft einer breiten Allgemeinheit zugänglich zu machen, wurde keine physische, sondern eine digitale Plattform für das Archiv gewählt.

## Inhaltserstellung und Fellowship-System
Die Beiträge im People's Archive of Rural India werden von Freiwilligen, Studenten, Journalisten und PARI-Fellows erstellt, zu denen z. B. die Preisträger Madhusree Mukerjee, Priyanka Kakodkar, Anubha Bhonsle, Shalini Singh, Chitrangada Choudhury, Jaideep Hardikar and Purusottam Thaku gehören. Dabei vergibt PARI an ausgewählte Fellows für deren Arbeit in ländlichen Regionen Stipendien, wenn diese ein Jahr lang über eine bestimmte Region berichten und mindestens drei Monate davon direkt vor Ort unter den Einwohnern verbringen. PARI plant in Zukunft aus allen 95 Regionen des Landes mit jeweils mindestens einem Fellow zu berichten, da überregionale, kommerzielle Medien lediglich sieben oder acht der Regionen abdecken (Stand 2016).
Die Berichterstattung auf PARI umfasst neben den detaillierten Berichten über die Agrarwirtschaft und die verheerenden Landwirtschafts- und Wasserkrise auf dem Land, die Sainath in 30 Jahren journalistischer Arbeit erstellt hat, Artikel und Dokumentationen anderer Autoren über vielfältige Themen, darunter aussterbende ländliche Lebensweisen, das Elend der Bauern und die Umweltkrise in Zentralindien, Selbstmorde von Bauern in Maharashtra, systematische Umweltzerstörungen durch illegalen Bergbau, das Leben indigener Einwohner in Orissa und Chhattisgarh oder die aussterbende Saimar-Sprache mit nur noch 7 Sprechern.
Neben der Veröffentlichung solcher Berichte zu aktuellen Ereignissen und Problemen, fungiert PARI als Datenbank, in der historische, schwer zugängliche oder seltene Werke gesammelt werden, die für das ländliche Indien von Bedeutung sind. Unter der Rubrik „Resources“ finden sich so z. B. der Regierungsbericht „Report on Conditions of Work and Promotion of Livelihoods in the Unorganised Sector“ der National Commission for Enterprises in the Unorganised Sector von 2007 und das inzwischen vergriffene Buch Famine Over Bengal des Hindu-Korrespondenten T. G. Narayanan von 1944, ein zu seiner Zeit bahnbrechender Augenzeugenbericht über die Hungersnot in Bengal 1943. PARI strebt dabei an möglichst alle Inhalte selbst zu hosten, statt sie nur zu verlinken.

## Wirkung
Ein Bericht über die Poststation in Pithoragarh ging noch am Tag der Veröffentlichung viral, wurde von mehreren bekannten Persönlichkeiten geteilt und erregte schließlich die Aufmerksamkeit des Union Minister for Communication and Technology, Ravi Shankar Prasad. Daraufhin erhielt der Ort innerhalb von vier Tagen endlich seine eigene Poststation. Berichte von PARI wurden darüber hinaus von bekannten Print- und Online-Medien wie Economic & Political Weekly, Scroll.in, BBC Hindi, Times of India, Youth ki Awaaz, Saddhahaq.com, SunTV, and Mathrubhumi Weekly aufgegriffen.

## Auszeichnungen
- Laadli Media and Advertising Award: Best Investigative Story Award 2016, für den Bericht des PARI Fellows Purusottam Thakur über eine Mädchenschule[22][23]
- Bei den 36. National Film Awards 2016 gewann der Film Weaves of Maheshwar der PARI-Fellows Nidhi Kamath und Keya Vaswani den Preis Rajat Kamal (Silberlotus) in der Kategorie Best Promotional Film.[24]
- Praful Bidwai Memorial Award 2016 für PARIs Dokumentationsarbeit im ländlichen Indien.[25][26] Die Auszeichnung wurde von dem bekannten Historiker und Intellektuellen Romila Thapar übergeben. Über PARI sagte er: “Bold in conceptualisation and innovative in methodology, it uses the tools of digital communication, the practice of data storage, and the principles of good journalism to capture the layered realities of a region that is home to over 800 million people speaking in an estimated 700 languages”.[27]